# Pero Ximénez de Urrea i de Bardaixí
Pero Ximénez de Urrea i de Bardaixí (Saragossa, ? - Tarragona 1489) va ser President de la Generalitat de Catalunya, nomenat el 6 d'agost de 1446.

## Orígens familiars
Era fill d'una família noble aragonesa que, al Compromís de Casp, va donar suport a Ferran d'Antequera. El seu pare es deia, com ell, Pero Ximénez d'Urrea, i era senyor d'Èpila i vescomte de Rueda, camarlenc d'Alfons el Magnànim, conseller reial i lloctinent de València. La seva mare era la tercera muller d'aquest: Maria de Bardaixí.
El seu germà, Lope Ximénez d'Urrea i de Bardaixí, va participar en la conquesta de Nàpols i va ser virrei de Sicília.
El seu avi matern era el poderós Berenguer de Bardaixí, Justícia d'Aragó. I també estava emparentat amb Domènec Ram, qui també havia estat president de la Generalitat, i a qui va substituir a l'arquebisbat de Tarragona.

## Carrera eclesiàstica
Va començar la seva carrera eclesiàstica com a canonge i tresorer de la catedral de Tarragona. Ho deixà per ser canonge i prior a la catedral de Saragossa. El 24 de juny de 1445 fou nomenat arquebisbe de Tarragona (sense haver estat mai bisbe abans), succeint al també president de la Generalitat Domènec Ram i Lanaja, gràcies al pes adquirit per la seva família després del Compromís de Casp. Ostentà la màxima autoritat eclesiàstica fins a la seva mort. Pere d'Urrea era un home més inclinat a la guerra que no pas a les lletres”.
Políticament implicat, va tenir una clara inclinació per les armes. Lluità contra els turcs en 1456 amb unes galeres noliejades per l'Església després que el papa Calixt III el nomenés capità general. El 1454 el mateix papa el va nomenar patriarca d'Alexandria, fins a la seva mort el 1489.

## Diputat eclesiàstic a la Diputació del General
En el seu trienni a la Diputació del General de Catalunya, va haver d'afrontar la qüestió remença. Les fortes tensions que es manifesten entre senyors i remences, i la necessitat de la corona de limitar el poder dels nobles, aconsella al rei Alfons, des de Nàpols, a dictar en 1448 una reial provisió, en la qual permetia reunions de pagesos, per tractar de la supressió dels mals usos i recaptar fons per pagar al rei la seva intervenció. Amb aquesta finalitat es constituí un gran sindicat remença, que durant el bienni 1448-1449 tingué, més de 400 reunions controlades per un oficial reial.
En aquest trienni es van produir els terratrèmols que el 25 de maig de 1448 causaren estralls a tota Catalunya, especialment a Barcelona, Mataró, Granollers i a molts castells i monestirs del Vallès. La Diputació del General defensava els interessos feudals i s'oposava que es fes pública la decisió reial: va detenir els oficials que la pregonaven. La reina regent, Maria de Castella, molesta per aquest enfrontament, nomenà a Joan de Montbui regent de la governació de Catalunya i publicà un edicte en 16 de gener de 1449, en què ordenava el cobrament de 3 florins a cada pagès per sufragar les despeses reials. A més, la reina ordenà l'embargament dels béns dels seus opositors (entre d'altres de Galceran Galceran de Pinós-Fenollet, diputat pel braç militar, i del bisbe de Girona Bernat de Pau). Finalment, Pero Ximénez ordenà el 7 de maig de 1449 que es permetés el cobrament.
Sota Joan II fou canceller de la corona des del 1454 al 1480. El mateix any Calixt III el va nomenar patriarca d'Alexandria.

## Guerra civil catalana1462-1472
Com a màxima autoritat religiosa va encapçalar una ambaixada davant de Joan II per tal de demanar l'alliberament del seu fill: el príncep Carles de Viana. La radicalització de la crisi, però, el va fer canviar de bàndol, donant suport al rei Joan II. Des d'aquesta nova posició, es destacà en les accions bèl·liques dutes al Camp de Tarragona, Penedès i en el Setge d'Amposta.

## L'escàndol
Sembla que no va dur una vida gaire religiosa. El 1505, ja mort, Bernat Guerau de Requesens va acusar la monja Margarida de Urrea de ser en realitat filla de Pero Ximénez de Urrea, i no pas neboda, i de mantenir-hi a més relacions incestuoses. Abans que es descobrís això, la seva filla l'any 1479 va entrar a ser monja del convent d'Alguaire i al cap d'uns anys la fan priora.